# Мьяуатланский сапотекский язык
Мьяуатланский сапотекский язык (Cuixtla Zapotec, Miahuatlán Zapotec, Zapoteco de Miahuatlán) — сапотекский язык, на котором говорят в городе Куистла на юге центральной части штата Оахака в Мексике.